# Fußball-Weltmeisterschaft 2014/Algerien
Dieser Artikel behandelt die algerische Nationalmannschaft bei der Fußball-Weltmeisterschaft 2014. Dies war nach 1982, 1986 und 2010 Algeriens vierte Teilnahme an einer WM-Endrunde und erstmals wurde das Achtelfinale erreicht, in dem gegen den späteren Weltmeister Deutschland erst in der Verlängerung verloren wurde.

## Qualifikation
Für die erste kontinentale Qualifikationsrunde hatte Algerien aufgrund seines Weltranglistenplatzes ein Freilos. In der zweiten Runde traf Algerien unter seinem Trainer Vahid Halilhodžić in der Gruppe H auf folgende Gegner:
| Algerien | - | Mali   | 1:0 und 1:2 |
| Algerien | - | Benin  | 3:1 und 3:1 |
| Algerien | - | Ruanda | 4:0 und 1:0 |

Anschließend mussten die Fennecs – „Wüstenfüchse“ ist die verbreitete Bezeichnung für die algerischen Nationalspieler – noch zwei Barrage-Spiele gegen den Sieger der Qualifikationsgruppe E austragen, um sich für die WM-Endrunde zu qualifizieren. Dabei verloren sie gegen Burkina Faso das Hinspiel in Ouagadougou mit 2:3, setzten sich im heimischen Stade Mustapha Tchaker von Blida jedoch mit 1:0 durch und behielten so aufgrund der Auswärtstorregel das bessere Ende für sich.
Algeriens 16 Treffer erzielten Islam Slimani (5), Sofiane Feghouli, El Arbi Hillel Soudani (je 3), Saphir Taïder (2), Nabil Ghilas, Carl Medjani und Madjid Bougherra (je 1).

## Vorbereitung
Die algerische Mannschaft startete mit einem 2:0-Sieg über Slowenien am 5. März vor heimischer Kulisse in das WM-Jahr 2014.
Torschützen waren El Arbi Hillel Soudani und Saphir Taïder.
Im Rahmen eines Trainingslagers in der Schweiz absolvierte man zunächst am 31. Mai ein Testspiel in Sion gegen Armenien, welches man schließlich mit 3:1 (3:0) besiegen konnte. Hierbei erzielten Essaïd Belkalem, Nabil Ghilas und Islam Slimani die Tore. Außerdem ist anzumerken, dass Riyad Mahrez sein Debüt feierte und dabei zwei der Tore vorbereitete.
Zum Abschluss der Vorbereitung absolvierte man am 4. Juni 2014 in Genf ein Freundschaftsspiel gegen Rumänien, welches mit 2:1 (1:1) gewonnen wurde. Torschützen waren Nabil Bentaleb und Soudani. Insgesamt kamen 17 Spieler zum Einsatz.

## Kader
Am 12. Mai wurde der vorläufige Kader mit 30 Spielern benannt, der auf 23 Spieler reduziert und von der FIFA bestätigt werden musste. Elf Spieler standen schon im 2010er WM-Kader, als Algerien in der Vorrunde ausschied. Als einzige Mannschaft nominierte Algerien alle Spieler aus verschiedenen Vereinen.
Die Spieler Nacereddine Khoualed, Ryad Boudebouz, Foued Kadir, Amir Karaoui und Rafik Djebbour waren nur als Reservisten nominiert und reisten nicht mit ins Trainingslager. Ersatz-Torwart Azzedine Doukha wurde am 27. Mai nach Hause geschickt, während Adlène Guedioura, der im Spiel gegen Armenien am 31. Mai 2014 noch zum Einsatz kam, am 2. Juni als letzter Spieler das Camp verlassen musste.
Mit nun insgesamt sieben Einsätzen bei zwei WM-Endrunden ist Rafik Halliche algerischer WM-Rekordspieler. Zuvor hielten drei Spieler mit je insgesamt sechs Einsätzen bei den Endrunden 1982 und 1986 den Rekord.
Im algerischen WM-Kader waren 17 der 23 Spieler in Frankreich aufgewachsen und bis auf Djamel Mesbah wurden auch alle dort geboren.
| Nr.               | Name                       | Verein vor WM-Beginn | Länderspiel- einsätze * | Länderspiel- tore * | Geburtstag        | Spiele   | Tore     |          |          |          | WM-Teilnahmen | WM-Spiele (vor 2014) | WM-Tore (vor 2014) |
| Torhüter          | Torhüter                   | Torhüter             | Torhüter                | Torhüter            | Torhüter          | Torhüter | Torhüter | Torhüter | Torhüter | Torhüter | Torhüter      | Torhüter             | Torhüter           |
| ----------------- | -------------------------- | -------------------- | ----------------------- | ------------------- | ----------------- | -------- | -------- | -------- | -------- | -------- | ------------- | -------------------- | ------------------ |
| 23                | Raïs M’Bolhi               | ZSKA Sofia           | 28                      | 0                   | 25. April 1986    | 4        | 0        | 0        | 0        | 0        | 2010          | 2                    | 0                  |
| 01                | Cédric Si Mohamed          | CS Constantine       | 01                      | 0                   | 9. Januar 1985    | 0        | 0        | 0        | 0        | 0        |               |                      |                    |
| 16                | Mohamed Lamine Zemmamouche | USM AlgierM          | 07                      | 0                   | 19. März 1985     | 0        | 0        | 0        | 0        | 0        |               |                      |                    |
| Abwehrspieler     |                            |                      |                         |                     |                   |          |          |          |          |          |               |                      |                    |
| 04                | Essaïd Belkalem            | FC Watford*          | 13                      | 1                   | 1. Januar 1989    | 3        | 0        | 0        | 0        | 0        |               |                      |                    |
| 02                | Madjid Bougherra           | LekhwiyaM            | 62                      | 4                   | 7. Oktober 1982   | 3        | 0        | 1        | 0        | 0        | 2010          | 3                    | 0                  |
| 17                | Liassine Cadamuro-Bentaïba | RCD Mallorca*        | 07                      | 0                   | 5. März 1988      | 0        | 0        | 1        | 0        | 0        |               |                      |                    |
| 03                | Faouzi Ghoulam             | SSC NeapelP          | 06                      | 0                   | 1. Februar 1991   | 3        | 0        | 0        | 0        | 0        |               |                      |                    |
| 05                | Rafik Halliche             | Académica de Coimbra | 29                      | 1                   | 2. September 1986 | 4        | 1        | 1        | 0        | 0        | 2010          | 3                    | 0                  |
| 20                | Aïssa Mandi                | Stade Reims          | 02                      | 0                   | 22. Oktober 1991  | 3        | 0        | 0        | 0        | 0        |               |                      |                    |
| 12                | Carl Medjani               | FC ValenciennesA     | 26                      | 1                   | 15. Mai 1985      | 3        | 0        | 0        | 0        | 0        | 2010          | 0                    | 0                  |
| 06                | Djamel Mesbah              | AS LivornoA          | 26                      | 0                   | 9. Oktober 1984   | 2        | 0        | 1        | 0        | 0        | 2010          | 1                    | 0                  |
| Mittelfeldspieler |                            |                      |                         |                     |                   |          |          |          |          |          |               |                      |                    |
| 14                | Nabil Bentaleb             | Tottenham Hotspur    | 03                      | 1                   | 24. November 1994 | 3        | 0        | 1        | 0        | 0        |               |                      |                    |
| 11                | Yacine Brahimi             | FC Granada           | 06                      | 0                   | 8. Februar 1990   | 3        | 1        | 0        | 0        | 0        |               |                      |                    |
| 08                | Medhi Lacen                | FC Getafe            | 30                      | 0                   | 15. März 1984     | 3        | 0        | 0        | 0        | 0        | 2010          | 3                    | 0                  |
| 22                | Mehdi Mostefa              | AC AjaccioA          | 23                      | 0                   | 30. August 1983   | 2        | 0        | 0        | 0        | 0        |               |                      |                    |
| 19                | Saphir Taïder              | Inter Mailand        | 11                      | 3                   | 29. Februar 1992  | 2        | 0        | 0        | 0        | 0        |               |                      |                    |
| 07                | Hassan Yebda               | Udinese Calcio       | 25                      | 2                   | 14. Mai 1984      | 1        | 0        | 0        | 0        | 0        | 2010          | 3                    | 0                  |
| Stürmer           |                            |                      |                         |                     |                   |          |          |          |          |          |               |                      |                    |
| 18                | Abdelmoumene Djabou        | Club Africain        | 08                      | 1                   | 31. Januar 1987   | 3        | 2        | 0        | 0        | 0        |               |                      |                    |
| 10                | Sofiane Feghouli           | FC Valencia          | 19                      | 5                   | 26. Dezember 1989 | 4        | 1        | 0        | 0        | 0        |               |                      |                    |
| 09                | Nabil Ghilas               | FC Porto             | 05                      | 2                   | 20. April 1990    | 3        | 0        | 0        | 0        | 0        |               |                      |                    |
| 21                | Riyad Mahrez               | Leicester CityM2     | 02                      | 0                   | 21. Februar 1991  | 1        | 0        | 0        | 0        | 0        |               |                      |                    |
| 13                | Islam Slimani              | Sporting Lissabon    | 20                      | 10                  | 18. Juni 1988     | 4        | 2        | 0        | 0        | 0        |               |                      |                    |
| 15                | El Arbi Hillel Soudani     | Dinamo ZagrebM       | 22                      | 11                  | 25. November 1987 | 3        | 0        | 0        | 0        | 0        |               |                      |                    |

(*) angegeben sind nur die Spiele und Tore, die vor Beginn der Weltmeisterschaft absolviert bzw. erzielt wurden inkl. des Freundschaftsspiels gegen Rumänien.
1. ↑  M = Der Verein wurde in der Saison 2013/14 Meister seines Landes, M2 = Der Verein wurde in der Saison 2013/14 Meister der zweithöchsten Liga seines Landes und spielt in der nächsten Saison in der höchsten Liga, A = Der Verein stieg aus der höchsten Liga des Landes ab, P = Der Verein wurde in der Saison 2013/14 Pokalsieger, * = Der Verein spielt in der zweithöchsten Liga seines Landes.

## Spiele bei der WM-Endrunde

### Vorrunde
| Pl. | Land     | Sp. | S | U | N | Tore    | Diff. | Punkte |
| --- | -------- | --- | - | - | - | ------- | ----- | ------ |
| 1.  | Belgien  | 3   | 3 | 0 | 0 | 004:100 | +3    | 09     |
| 2.  | Algerien | 3   | 1 | 1 | 1 | 006:500 | +1    | 04     |
| 3.  | Russland | 3   | 0 | 2 | 1 | 002:300 | −1    | 02     |
| 4.  | Südkorea | 3   | 0 | 1 | 2 | 003:600 | −3    | 01     |

Bei der Weltmeisterschaftsendrunde in Brasilien kam es zunächst in der Vorrundengruppe H zu folgenden Begegnungen:
- Di., 17. Juni 2014, 13:00 Uhr (18:00 Uhr MESZ) in Belo Horizonte
 Belgien –  Algerien 2:1 (0:1)
- So., 22. Juni 2014, 16:00 Uhr (21:00 Uhr MESZ) in (Porto Alegre, Estádio Beira-Rio)
  Südkorea –  Algerien 2:4 (0:3)
- 27. Juni 2014, 22:00 Uhr MESZ (Curitiba, Arena da Baixada): Algerien – Russland 1:1 (0:1)

Algeriens Bilanz gegen diese Kontrahenten ist nicht sehr aussagekräftig, zumal es bis zur WM zu keinen Pflichtspielen bei Kontinentalturnieren gekommen war. Gegen Belgien gab es Anfang des 21. Jahrhunderts je ein Unentschieden und eine Niederlage, gegen Südkorea zwischen 1969 und 1985 einen Sieg und zwei Niederlagen; gegen die Russen hatten die Fennecs zuvor noch nie gespielt, allerdings gab es gegen deren Vorgänger UdSSR 1964 ein Remis und eine Niederlage.
Mannschaftsquartier war das Hotel Pitangueiras in Sorocaba.

### K.-o.-Runde
Achtelfinale
Mo., 30. Juni 2014, 17:00 Uhr (22:00 Uhr MESZ) in (Porto Alegre, Estádio Beira-Rio)
  Deutschland –  Algerien 2:1 n. V. (0:0, 0:0)
Zuvor gab es zwei Spiele gegen Deutschland, beide wurden gewonnen – zuletzt in der WM-Vorrunde 1982 mit 2:1.

## Sportliche Auswirkungen
In der FIFA-Weltrangliste fiel Algerien um zwei Plätze von Platz 20 auf Platz 18, war aber zunächst weiterhin beste afrikanische Mannschaft.